# Palokorva

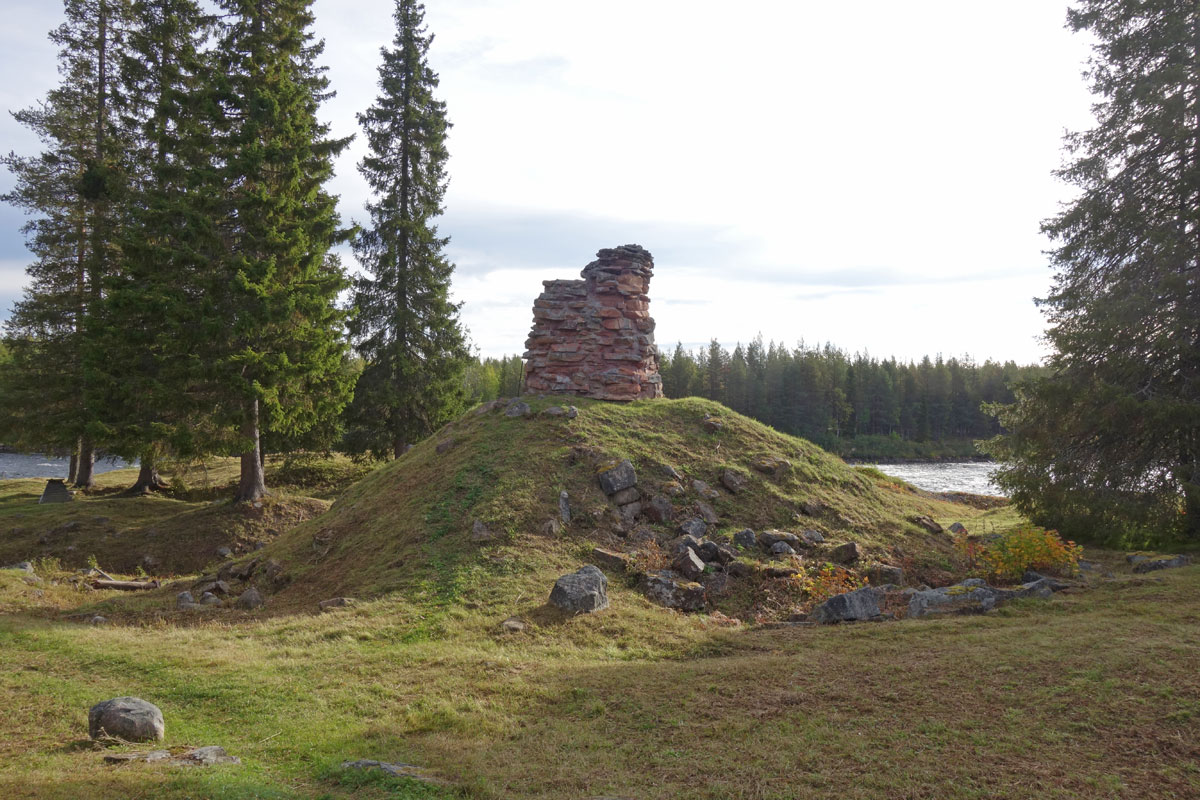
Masugnspipan i Palokorva med Torneälven i bakgrunden.

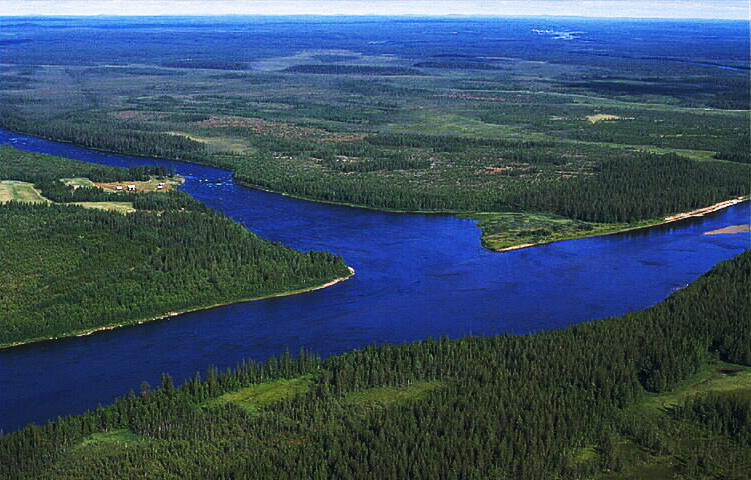
Sammanflödet mellan Lainioälven och Torneälven med Palokorva i förgrunden.

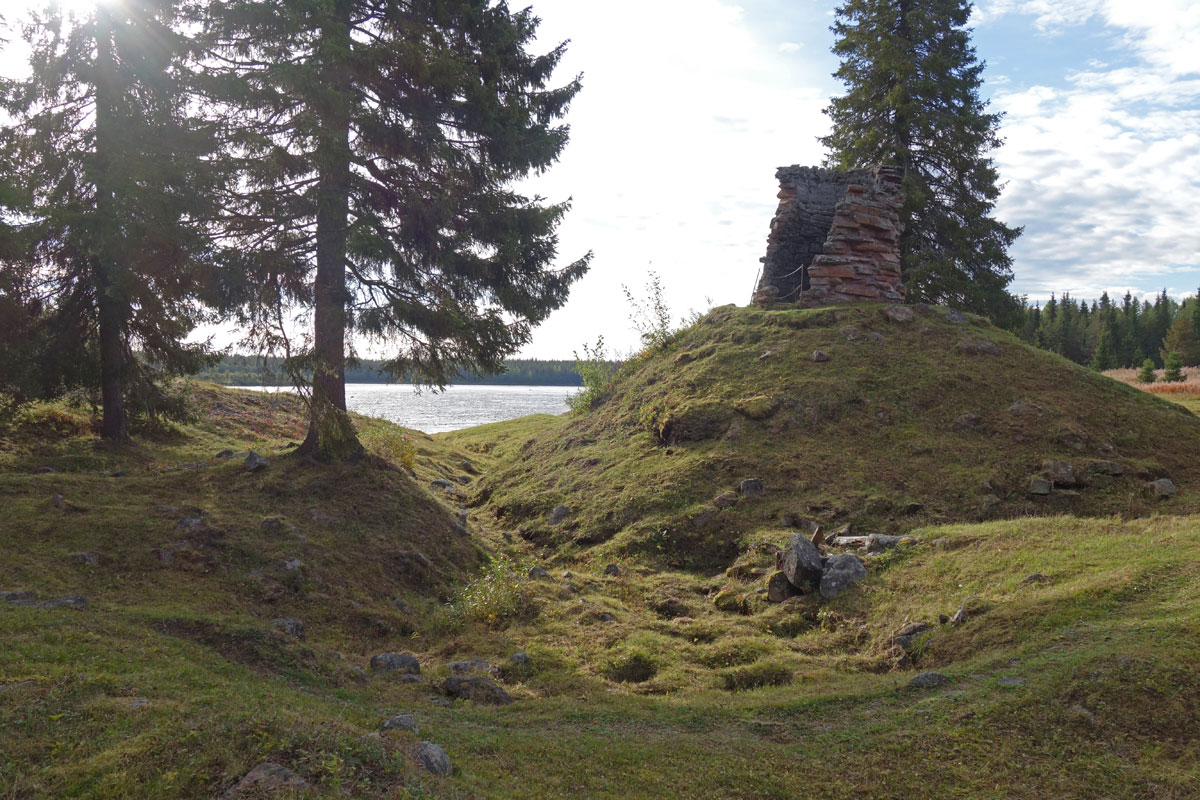
Förbi masugnsruinen passerar en kanal där det fanns ett vattenhjul som drev blåsbälgarna och den hammare med vilken malmen krossades.

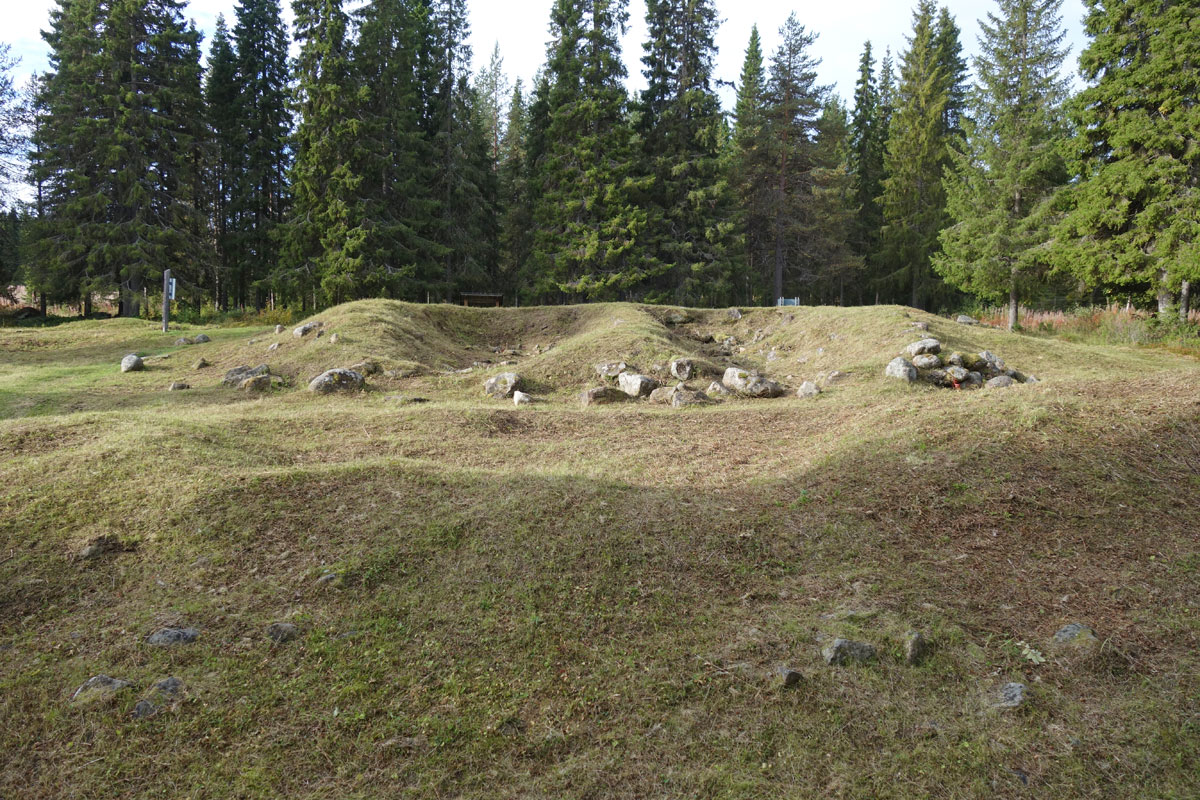
Lämningar efter rostugnarna där malmen rostades innan den fördes in i masugnen.

Palokorva är ett område av riksintresse för kulturmiljövården, beläget vid Torneälven mittemot Lainioälvens mynning. Här finns en mycket välbevarad masugnsruin omgiven av gamla slagghögar, grunder till kolmagasin och bostadshus, gropar efter rostugnar samt gamla körvägar.
Masugnen i Palokorva uppfördes 1744, i första hand för att smälta malm från Junosuando gruva. Den byggdes för att ersätta masugnen i Tornefors, som förstörts av ryska trupper 1715. I masugnen framställdes tackjärn som fraktades vidare med båt på Torneälven till Kengis bruk. Masugnen var i drift fram till början av 1870-talet.
Tills ganska nyligen (1960-talet) fanns levande jordbruk i Palokorva, men detta är nu nedlagt och gårdarna är avfolkade. Några gamla härbren står kvar.
En grillplats är iordningställd nära masungsruinen. En lång och lättillgänglig fors som lämpar sig för fiske ingår i Tornefors fiskevatten.